# Вељке Зљевце
Вељке Зљевце (слч. Veľké Zlievce) насељено је мјесто са административним статусом сеоске општине (слч. obec) у округу Вељки Кртиш, у Банскобистричком крају, Словачка Република.

## Становништво
| Година:    | 1994. | 2004.   | 2014.   | 2024.   |
| ---------- | ----- | ------- | ------- | ------- |
| Број људи: | 481   | 512     | 509     | 470     |
| Разлика:   |       | +6,44 % | -0,58 % | -7,66 % |

| Година:    | 2023. | 2024.   |
| ---------- | ----- | ------- |
| Број људи: | 478   | 470     |
| Разлика:   |       | -1,67 % |

Према подацима о броју становника из 2011. године насеље је имало 495 становника.